# Oxyporus populinus
Oxyporus populinus es una especie de hongo de la familia Schizoporaceae.

## Clasificación y descripción de la especie
Esta especie se caracteriza por presentar basidiomas de color crema a anaranjado y por el tamaño y forma de las esporas. Podría ser confundida con Oxyporus nobilissimus, de la cual se diferencia por los basidiomas más grandes, himenóforo con poros más grandes y cistidios con paredes engrosadas. Basidioma anual, de 50 x 35 x 15 mm, pileado-sésil, de consistencia corchosa. Píleo de color naranja pálido a naranja brillante, liso, sulcado concéntricamente. Margen estéril, incurvado, de color anaranjado pálido. Himenóforo con poros angulares, de 5-7 por milímetro, de color anaranjado grisáceo a anaranjado pardo, con borde liso. Tubos concoloros al margen, hasta 5 mm de longitud. Contexto hasta 10 mm de grosor, simple, ligeramente zonado o azonado en algunos especímenes, corchoso, de amarillo pálido a amarillo brillante. Sistema hifal monomítico, con hifas generativas de 2.5- 4.5 μm de diámetro, septos simples, hialinas, inamiloides, de simples a poco ramifi cadas, de paredes gruesas. Basidios de 12-13.6 x 4-4.8 μm, ovoides a clavados, tetraspóricos. Cistidios de 19-32 x 4-4.8 μm, abundantes, cilíndricos con cristales incrustados en el ápice. Basidiosporas de 3.5-4.5 x 2.4-4 μm, subglobosas, lisas, hialinas, inamiloides.

## Distribución de la especie
En México se ha colectado en los estados de Querétaro, en EE. UU. en Míchigan y Ohio, también se ha citado de Australia, África, Europa Central y el norte de Asia.

## Ambiente terrestre
Crece sobre encinos (Quercus). Ocasiona pudrición blanca.

## Estado de conservación
Se conoce muy poco de la biología y hábitos de los hongos, por eso la mayoría de ellos no se han evaluado para conocer su estatus de riesgo (Norma Oficial Mexicana 059).